# Kaceřov (ort i Tjeckien, Plzeň)
Kaceřov är en ort i Tjeckien.   Den ligger i regionen Plzeň, i den västra delen av landet, 70 km väster om huvudstaden Prag. Kaceřov ligger 346 meter över havet och antalet invånare är 123.
Terrängen runt Kaceřov är huvudsakligen lite kuperad. Kaceřov ligger nere i en dal. Runt Kaceřov är det ganska tätbefolkat, med 70 invånare per kvadratkilometer. Närmaste större samhälle är Plzeň, 16,7 km sydväst om Kaceřov. I omgivningarna runt Kaceřov växer i huvudsak blandskog.